# Rail Simulator
Rail Simulator — железнодорожный симулятор для Microsoft Windows, выпущенный в 2007 году. Разработан британской компанией Kuju Entertainment. Позже франшиза получила развитие и была переименована в Railworks, а ещё позже — в Train Simulator, развитие которого продолжается (на 2020 год).
Игра работает на движке PhysX и отличается хорошей графикой по сравнению с остальными железнодорожными симуляторами.
Существуют разнообразные миссии: перевозка пассажиров по расписанию, доставка грузов из точки «А» в точку «Б», сортировка вагонов.
В игру встроен удобный и лёгкий редактор карт, с помощью которого можно создавать собственные маршруты.

## Маршруты
В игре воссозданы четыре реально существующие железнодорожные ветки:
- Оксфорд — Паддингтон (Лондон) (3 сценария)
- Бат — Темплкомб[англ.] (4 сценария)
- Ньюкасл — Йорк (4 сценария)
- Хаген — Зиген (4 сценария)

## Оценки
| Сводный рейтинг       | Сводный рейтинг |
| Агрегатор             | Оценка          |
| --------------------- | --------------- |
| GameRankings          | 71,90 %         |
| Иноязычные издания    |                 |
| Издание               | Оценка          |
| IGN                   | 7/10            |
| Русскоязычные издания |                 |
| Издание               | Оценка          |
| Absolute Games        | 80 %            |
| «Игромания»           | 6,5/10          |

Герман Клочков в своей рецензии для «Игромании» за отсутствие обучающего режима назвал игру «безжалостным симулятором», похвалив при этом «детализованное управление локомотивами, в котором учитываются особенности каждой машины» и «практически безупречную физическую модель». Emily Balistrieri из IGN заключила, что «симулятор, вероятно, порадует хардкорных фанатов, но он сразу же наскучит всем остальным».